# Epidaure
|  | Per a altres significats, vegeu «Epidaure (desambiguació)». |

Epidaure (grec antic: Επίδαυρος, llatí: Epidaurus; gentilici Ἐπιδαύριος, epidauri) fou una ciutat de l'antiga Grècia situada a la regió de l'Argòlida, a la costa oriental del Peloponnès. Era una ciutat costanera situada davant l'illa d'Egina, i era coneguda principalment pel seu temple d'Asclepi, molt venerat a l'antiguitat, i pel teatre associat, un dels més ben conservats fins a l'actualitat. Tant el temple com el teatre i altres edificis associats al culte d'Asclepi es trobaven a uns 10 km a l'oest d'Epidaure.

## Territori
Fins a la conquesta romana, Epidaure va conformar una ciutat estat independent que posseïa un territori, anomenat Epidàuria (grec antic: Ἐπιδαυρία), de gairebé 500 km². Limitava a l'oest amb Argea pel mont Aracnèon, al nord amb Coríntia, al sud-est amb Trezènia, a l'alçada de Metana, i al sud-oest amb el golf Argòlid i l'Hermiònida. No obstant això, no tenia cap port a la part del golf Argòlid.
La ciutat era situada en un cap que formava una plana amb vinyes i muntanyes a la part de terra ferma; El port era a la part nord del cap, ben protegit, i al sud hi havia una rada oberta. Estrabó diu que la ciutat ocupava tot el cap, que tenia una circumferència de 15 estadis. Posteriorment, la ciutat es va estendre per la costa, tant al nord com al sud.
Situada en un punt clau pels contactes entre atenesos i argius, el territori va ser devastat nombroses vegades per uns i altres.

## Descripció
Pausànias, a la Descripció de Grècia, dona una llista dels seus edificis principals: el temple d'Atena Císsia a l'acròpoli, el temple de Dionís, el d'Àrtemis i el d'Afrodita, a la ciutat; i per descomptat, el d'Asclepi, situat a nou quilòmetres de la ciutat cap a l'interior. Hi havia també un temple d'Hera, al port, probablement a l'actual Cap Nicolau. A la ciutat hi havia un gimnàs, la palestra i, principalment, el teatre, obra de Policlet, construït aprofitant el vessant d'una muntanya, amb un diàmetre de 112 metres i 32 files de seients a la part baixa, 20 a la part central i 24 a la superior, i amb capacitat per 12.000 espectadors.

## Història

### Origen mític
Segons Aristòtil, el nom antic d'Epidaure fou Epicaros, perquè hauria estat una colònia cària. Estrabó, en canvi, diu que el seu antic nom era Epitauros. Més tard, segons Aristòtil, els jonis de la tetràpolis àtica la van colonitzar, units als heraclides quan van retornar al Peloponnès. En general, però, hom creu que els doris substituïren els anteriors pobladors jonis. Pausànias diu que, en temps de la invasió dels doris, era governada per Pitireu, descendent d'Ió, que va lliurar el país a Deifontes i els argius, i es va retirar a Atenes amb la seva gent. Deifontes és presentat com a gendre de Temen (casat amb la seva filla Hirneto), a qui va correspondre Argos en el repartiment de les conquestes dòriques; les desgràcies de Deifontes van proporcionar arguments a les obres dels poetes tràgics. En qualsevol cas, tots aquests mites aparegueren per explicar que Epidaure era poblada de doris, que es van convertir en la classe dominant durant tot el període històric.
Homer l'esmenta al Catàleg de les naus, amb l'epítet de «la de les bones vinyes».

### Història antiga
En un primer període Epidaure era una de les principals ciutats comercials del Peloponnès, en part perquè era a només sis hores en vaixell d'Atenes. Va colonitzar l'illa d'Egina, que va estar molt de temps sota el seu domini, i també, prop de les costes de l'Àsia Menor, les illes de Cos, Càlimnos i Nísiros, segons Heròdot, però a mesura que Egina guanyava importància, Epidaure va anar declinant, i ja al segle vi aC, la major part del comerç de la zona era en mans dels eginetes.
La ciutat en un primer moment estava governada per reis, descendents de Deifontes, però més tard l'oligarquia va substituir la monarquia, i encara més tard, com en altres ciutats gregues, la van governar els tirans. Entre els tirans d'Epidaure, el més conegut va ser Procles, que tenia una filla, Melissa, casada amb Periandre, tirà de Corint, que la va matar, i Procles va fer la guerra al seu gendre. Periandre va atacar Epidaure i va fer presoner Procles, i conquerí la ciutat, segons diu Heròdot. Després de la tirania va retornar l'oligarquia, que es va mantenir en el poder durant tota l'època històrica.
Pel seu sistema de govern oligàrquic, Epidaure va ser sempre fidel aliada d'Esparta mentre que, amb la metròpoli, Argos, hi va trencar relacions després de la instauració a aquesta ciutat d'un règim democràtic. La ciutat d'Epidaure tenia un sistema de govern poc conegut. Se sap que era governada per artins (artynae), que presidien un consell de 180 membres, segons diu Plutarc. Els habitants originaris, que no eren doris, els anomenaven conípodes (grec antic: Κονίποδες, 'de peus polsosos'), i treballaven la terra pels seus amos dòrics, però no eren considerats esclaus.
L'any 419 aC, durant la Guerra del Peloponès, els argius van tractar de conquerir la ciutat, però van ser rebutjats i es van retirar als seus territoris, diu Tucídides. Sota domini romà, havia perdut tota importància i era pràcticament només el port del Temple d'Asclepi.
Epidaure fou una de les poques ciutats que pervisqué després de l'antiguitat, per bé que esdevenguda una vila de poca importància. Actualment, la població rep el nom de Palea Epidavros (grec: Παλαιά Επίδαυρος), i fa part del municipi d'Epidaure. Abans de la creació de l'estat grec i l'oficialització del nom d'Epidaure (grec: Επίδαυρος, Epídavros) era coneguda com a Pídavros (grec: Πίδαυρος).